# 哲宗 (宋)
哲宗（てつそう）は、北宋の第7代皇帝。諱は傭(よう)、後に煦(く)。神宗の六男。

## 生涯
哲宗の15年の在位期間は、宣仁太后高氏の垂簾政治が行われた前期と、哲宗親政後の後期に分類され、新法・旧法の争いが続いた時代である。前期はいわゆる元祐更化（元祐は年号）と称される旧法派の時代であり、後期は紹述の政と呼ばれた新法派の時代である。
在位前半は、哲宗の祖母の宣仁太后により垂簾が行われた。父の神宗の突然の崩御によって誕生した宣仁太后政権は、神宗以来20年余り実施された新法を全廃し、新法実施以前の政策に回帰する政策転換が行われた。
この政策転換は、すでにある程度定着していた新法の実情を一切無視して行われ、また回帰した旧法も特筆すべき内容に欠け、社会に大きな混乱を引き起こした。旧法派を代表する司馬光が死去した後は、後継者が相互に誹謗中傷を含む牽制を行ったため、政権内部では動揺が続いた。
1093年に宣仁太后が崩御すると、哲宗の親政が開始される。哲宗は父の神宗の業績を継承し、旧法を退け新法を採用した。宰相には神宗親政時に副宰相を務めた章惇が任命されている。
章惇は政務能力に優れた新法派官僚ではあったが、既に矛盾が生じていた神宗の時代の新法を再実施したことで、再び社会に混乱を発生させた。加えて対立する旧法派官僚を徹底的に排除しようと粛清を進め、朝廷内に動揺が生じた。
章惇が行った強権的な政治も、1100年に哲宗が24歳で崩御したため約8年で終了、以後は神宗の皇后の向太后の新法・旧法折衷政治を経て、徽宗の時代の蔡京長期政権が登場することとなった。
哲宗の時代は宋代でも最も党争の激化した時期であり、政治的実績は神宗の時代に達さず、文化にも後の徽宗の時代ほど成熟したものは生み出されなかった。ただ、章惇による政策が実施された後半には政治的・経済的にも安定期を迎え、国庫も充実した点は注目される。
政権交代により政策が大きく変更される混乱の時代であったが、この時期の官僚・学者には司馬光や蘇軾など、後の中国社会に大きな影響を与えた人物を多数輩出している。
この時代は評者の立場によって、大きく評価が異なる。儒学的思想が支配的であった時代は、元祐年間は祖宗の美風を取り戻した君子の時代であると評価され、逆に哲宗の親政が開始され章惇が登場してから（紹聖の紹述）は小人が跋扈し社会を乱した時代と評価されていた。しかし近代以後、王安石の評価が高まることに連動して、好意的な評価が主流を占めるようになる。旧法派は守旧派を代表するものと捉えられ、元祐年間は反動政権の時代であると負の面が評価される一方、紹聖年間は新法を実施した改革の時代と好意的な評価がなされている。このように評価が分かれる哲宗の時代は、評者の立場を理解した上でその評価を考察する必要がある。

## 在位中の宰相
- 韓縝（中国語版） - 韓絳（中国語版）の弟
- 蔡確
- 司馬光
- 呂公著
- 文彦博
- 呂大防（中国語版） - 呂大臨の兄
- 范純仁（中国語版） - 范仲淹の子
- 蘇頌
- 章惇
- 蔡卞 - 蔡京の弟
- 蘇轍

## 宗室
- 正室：孟皇后（元祐皇后） - 掖庭の獄により廃位。靖康の変により復位
  - 長女：福慶公主 （洵美帝姫[1]） - 2歳で夭折した
- 継室：劉皇后（昭懐皇后）
  - 三女：秦国長公主 （淑慎帝姫） - 潘正夫に降嫁した
  - 四女：懿寧公主 （純美帝姫[1]）[2] - 2歳で夭折した
  - 長男：献愍太子 趙茂 - 2カ月で夭折し、名と位号を追贈した
- ほか多数
  - 婕妤張氏、婕妤胡氏、美人韓氏、美人慕容氏、美人魏氏、美人高氏、才人劉氏[3]
- 生母不詳の子女
  - 次女：陳国長公主 （淑和帝姫） - 石端礼に降嫁した